# Chémeré-le-Roi
Chémeré-le-Roi är en kommun i departementet Mayenne i regionen Pays de la Loire i nordvästra Frankrike. Kommunen ligger i kantonen Meslay-du-Maine som tillhör arrondissementet Laval. År 2022 hade Chémeré-le-Roi 433 invånare.

## Befolkningsutveckling
Antalet invånare i kommunen Chémeré-le-Roi
| Referens: INSEE |